# Rita Dionne-Marsolais
Rita Dionne-Marsolais (* 20. April 1947) ist eine kanadische Politikerin. Die Ökonomin war zwischen 1994 und 2008 Abgeordnete in der Nationalversammlung von Québec und gehörte dabei zeitweise der Regierung der Provinz Québec an.

## Werdegang
Dionne-Marsolais studierte an der Universität Montréal, an der sie 1970 als Bachelor in Wirtschaftswissenschaft und 1972 als Master in Ökonometrie graduierte. Anschließend war sie für Hydro-Québec tätig, ehe sie 1979 als stellvertretende Leiterin der Entwicklungsabteilung zur Société générale de financement wechselte. Zwischen 1981 und 1984 saß sie dem Unternehmen Bio-Endo vor, anschließend war sie bis 1987 die Generalvertreterin der kanadischen Provinz Québec für New York. Nach Tätigkeit als Vorstand des Beratungsunternehmens Les consultants NUNC arbeitete sie zwischen 1992 und 1994 für die kanadische Tochter der globalen Netzwerkgesellschaft PricewaterhouseCoopers International.
1994 wurde Dionne-Marsolais als Kandidatin der Parti Québécois in die Nationalversammlung von Québec gewählt und in der Folge dreimal wiedergewählt. Unter Premierminister Jacques Parizeau gehörte sie als Kulturministerin der Regierung an. Als Parizeau nach dem verlorenen Unabhängigkeits-Referendum 1995, als 50,58 % der abgegebenen Stimmen gegen ein eigenständiges Québec votiert hatten, zurücktrat, verblieb sie unter Nachfolger Lucien Bouchard zunächst als Wirtschafts- und Handelsministerin und ab 1997 als Finanzministerin im umgebildeten Kabinett. Nach dem Rückzug Bouchards im März 2001 behielt sie unter dessen Nachfolger Bernard Landry bis November das Amt, anschließend wurde sie Ministerin für natürliche Ressourcen und ab Januar 2002 bis zum Regierungswechsel Ende April 2003 Energieministerin. Bis Februar 2007 war sie anschließend für die nun oppositionelle Parti Québécois Vorsitzende des Ausschusses für öffentliche Verwaltung. Bei der Wahl zur Nationalversammlung 2008 trat sie nicht erneut an.